# メイベル・カーター
“マザー”・メイベル・カーター（"Mother" Maybelle Carter、出生名Maybelle Addington、1909年5月10日 – 1978年10月23日）は、アメリカ合衆国のカントリー・ギタリストで「カーター・スクラッチ」の創始者。1920年代後半から1940年代前半まで活動していたオリジナルのカーター・ファミリーのメンバーとして最もよく知られるとともに、カーター・シスターズのメンバーおよびマザー・メイベルとしても知られている。

## バイオグラフィー
メイベル・カーターはバージニア州ニッケルズヴィルで1909年5月10日にメイベル・アディントンとして生まれた。マーガレット・エリザベス（Margaret Elizabeth、旧姓：キルゴア、1879年 – 1960年）とヒュー・ジャクソン・アディントン（Hugh Jackson Addington、1877年  – 1929年）との娘だった。一族の言い伝えによると、バージニア州のアディントン家はイギリスの元総理大臣ヘンリー・アディントン (初代シドマス子爵)の子孫である。
1926年3月13日、メイベルはエズラ・カーターと結婚した。夫妻はヘレン、ジューン、アニタの3人の娘を儲けた。
メイベルはやはりトリオの一人だった従姉のサラと結婚していた義理の兄であるA.P.カーターが1927年に結成したオリジナルのカーター・ファミリーのメンバーだった。カーター・ファミリーは最初期の農村のカントリー・ミュージック・グループの一つだった。オートハープとバンジョーも弾いていたメイベルは、グループのギタリストとなり、親指を使って低音弦と中音弦でメロディを奏で、人差し指でリズムを鳴らすという自身が考案したスクラッチでグループに独特のサウンドを生み出した。今日までカーター・スクラッチとして知られるこの革新的なテクニックは、ギターをリズム楽器からリード楽器へ移行へ影響を与えた。
彼女は1950年代前半のグランド・オール・オープリーのコミュニティで幅広く尊敬されるとともに愛され、当時はまだ40代だったが「マザー・メイベル」として、カントリー・ミュージック界の母親像として知られていた。メイベルと娘たちは1940年代から1960年代にかけて「カーター・シスターズ・アンド・マザー・メイベル」としてツアーを行っていたが、1960年のA.P.カーターの死後は「カーター・ファミリー」のグループ名を復活させ、たびたびジョニー・キャッシュ（メイベルの義理の息子）とともにツアーを行い、1969年から1971年にかけて、グループはキャッシュの毎週のネットワークのバラエティ番組にレギュラー出演していた。1960年代のフォークブームの最中に、メイベルはカーター・ファミリーの元メンバーのサラと短期間合流し、以前と同じようにサラがリードを歌い、メイベルがハーモニーを担当した。
メイベル・カーターは1960年代と1970年代に時たまソロでもレコーディングし、通常はフル・レングスのアルバムだった。2枚組でコロムビア・レコードからリリースされた彼女の最後のこのような作品は、彼女が64歳の1973年にビルボードの最多販売カントリー・アルバム・チャートに入った。メイベルはニッティー・グリッティー・ダート・バンドの1972年のレコード『永遠の絆』にも参加している。
メイベルは数年間の健康不良のあとで1978年に他界し、テネシー州ヘンダーソンヴィルのヘンダーソンヴィル・メモリー・ガーデンで夫のエズラの隣に埋葬された。娘たちのうちの2人、ヘレンとアニタも同じ墓所の近くに埋葬されている。

## 音楽家として
メイベル・カーターは多様な弦楽器を演奏したが、公の場でのパフォーマンスでは、主にギター、オートハープ、ギタロー、バンジョーを演奏していた。

### ギター
書き留められた公演中のカーターの声明によれば、楽器を購入した13歳でギターの練習を始めた。カーターは、全国的に露出した初期の白人女性ギタリストとして、カントリー・ミュージックでギターをリード楽器としての使用について言及され、しばしば先駆的なミュージシャンとして引き合いに出されている。著作家たちはメイベル・カーターが演奏していた少なくとも3ないし4種類の演奏スタイルを特定している。カーターは、時には5フレット分もギターを低く調弦していたが、時には楽器の音域を上げるためにカポタストを使用していた。カーターの最も有名で広く録音されたスタイルは、時に「カーター・スクラッチ」ないし「サム＝リード・スタイル」と呼ばれている。このテクニックは楽器の低音側の3本の弦でメロディを弾くのと同時にリズムのために高音側の3本の弦をかき鳴らすというものである。カーターは演奏に際してサムピックとフィンガーピックを使用していた。
後に他のミュージシャンによって広められたもう一つのスタイルは、実質的にサム＝リード・スタイルの裏返しである。このスタイルでは、カーターは高音弦で指でメロディを弾くとともに、リズムを低音弦を親指でこする。カーターが初めてアフリカ系アメリカ人のミュージシャンのレスリー・リドルがこのスタイルで演奏するのを見たとしばし言われている。カーターのギター演奏での3番目のスタイルはカントリー＝ブルースのリズムでの素早いフラットピッキングである。彼女の最も知られていないスタイルは1920年代と1930年代前半のオリジナルのカーター・ファミリーのいくつかのレコーディングで利用された。それは、時々現代のドブロのように聞こえる、ハワイアンの影響を受けたスライド・テクニックとして説明されるかもしれない。最終的に、他のミュージシャンがリードパートを演奏している場合には、メイベルはしばしば彼らに合わせてギターでコードをかき鳴らしていた。あまり知られていない歴史的トリビアとしては、1932年に完璧にジミー・ロジャーズのギター演奏のスタイルを模倣して、レコーディング・セッション中にロジャーズのために穴埋めしたことである。ロジャーズは当時結核にかかっており、セッション中にスタミナを失っていた。
カーターは、自身の代表的なギター作品の "Wildwood Flower" を、オリジナルの1928年のバージョンを手始めに何度も録音した。オリジナル・カーター・ファミリーと1930年に録音した"The Cannon Ball" は親指でベースを弾くカーターのフィンガーピッキングの良い例示である。彼女の最後のスライド・ギター・スタイルは1931年の "My Old Cottage Home" である。デッカ向けに録音した "Caol Miner's Blues" は素晴らしいフラットピッキングの実例である。カーター・シスターズとのレコーディングでのカーターによる興味深いギターの使い方としては、"Fourteen Karat Nothing"、"I'm Working on a Building"、"Take Good Care of Him"、"Waves on the Sea" の速いテンポの再録音、 "I'll be All Smiles Tonight" での現代的なサウンドの改訂版などがある。カーターは、自身のソロ・レコーディングでもギターを演奏した。
"Cumberland Gap"、"Victory Rag"、"Red Wing"、"Sweet Allie Lee" はカーターの様々なソロ・アルバムからのインストゥルメンタルの好例である。

### オートハープ
録音された初期のカントリー・ミュージックではオートハープはあまり目立っていない。オリジナル・カーター・ファミリーではこの楽器をしばしリズムに使用していたが、メイベルの従姉でバンドメンバーのサラ・カーターが自身の複雑なスタイルで演奏していた。オートハープが現在カントリーやルーツ・ミュージックで演奏されているのには、その人気においてメイベル・カーターが関わっているref>Green, D. (1976). Sara & Maybelle Together at Maces Springs.  Country News</ref>。実際、オートハープはメイベルの最初の楽器だった。遅くとも4歳の時にはこの楽器をいじっていたが、1940年ごろまえでは真剣に向き合っていなかった。
伝統的にオートハープはリズム楽器としてかき鳴らされていた。メイベルは（一人でか、たぶん同じことをやっていたほかのミュージシャンとは独立に）、ほとんどの現代のオートハープ演奏の基礎となった「ピンチ・アンド・プランク」（摘まんではじく）テクニックを編み出した。このテクニックはこの楽器でのメロディックなリード・パートの演奏を可能にした。カーターのスタイルは後に、彼女のギター・テクニックと同様にリズムで埋めるように進化した。オートハープを演奏しているときに、メイベルはしばしば音が鳴っている間にコード・バーを押していた。その効果はある種の音の連続的な変化で、ギターでハンマリング・オン奏法を行ったのと同様なサウンドを生み出した。著名なピアニストのフロイド・クレイマーはメイベルの演奏のこうした装飾に特に興味を抱いており、彼のピアノテクニックを形作るのに役立ったと言われている。
カーターがコンサートやラジオ番組でオートハープを頻繁に弾くようになると、他の出演者と一緒に使用しているマイクロフォンに対して十分近い場所で楽器を安定させることに不満を覚えるようになった。先ずはテーブルと楽器スタンドを使ってみたが、後になって楽器を上下逆さに自分の胸の前で抱えて、ハープのヘッド部分（チューニング・ペグの近く）で演奏するというアイデアを思い付いた。それ以前には、ミュージシャンは反対側についているコードバーの下の部分を弾いていた。カーターは、このテクニックは自身の複雑な演奏スタイルのための空間を許容し、甘いトーンを生み出すことを見出した。少なくとも1回の公演中に、メイベルは控えめにだが自身が普及支えた演奏スタイルに対応するために、オートハープが異なる形で製造され始めたことを認めた。
メイベル・カーターはニューポート・フォーク・フェスティバルでのいろいろな出演と併せて、少なくとも一つのオートハープ演奏のワークショップで教えている。ワークショップの進行役は、1950年ごろにコロムビア・レコードでカーター・シスターズ・アンド・マザー・メイベルが録音した "Fair and Tender Ladies" を参照して、メイベルが商業録音で収録された最初の指でつまむオートハープのソロでクレジットされるべきだと述べた。カーターはそのグループでしばしばオートハープを演奏していた。その他の例としては、カーターが死去する前にファミリーの最終アルバム収録の "Mountain Lady" に追加した、シンプルだが感動的なソロがある。オートハープの演奏をフィーチャーしたカーター・シスターズとのレコーディングに加えて、メイベル・カーターはしばしば自身のソロ作品でもこの楽器を採用した。事実、カーターの最初のソロ・アルバムでは、セッションのために特別に「仕上げた」と主張する古いフィドル曲の "Liberty" を提示した。後に、スマッシュ・レコードは数人のバック・ミュージシャンとスティーヴン・スコット・シンガーズの絶妙なバックグラウンド・ボーカルが含まれた、メイベル・カーターのオートハープ・ソロの美しく制作されたアルバムを発売した。他の10曲とともに "Green Valley Waltz" と "Barbara Allen" が収録されている。カーターの最後のソロ・アルバム（1973年）は、スタジオ・ミュージシャンのフル・バンドを従えたオートハープ・ソロで大部分が構成されている。
マザー・メイベルは自分が生み出した新鮮なサウンドを求める他のアーティストとのスタジオワークを頻繁に行っていた。カーターはジョニー&ジャックと少なくとも2曲と、ウィルバーン・ブラザースとも少なくとも2曲を録音している。後者のコラボレーションでは（メイベル・カーターはクレジットされていないが）"Go Away with Me" がトップ10ヒットとなた。カール・スミスのゴスペル・アルバム "Sunday Down South" でオートハープを演奏した。フラット&スクラッグスとの同じような組み合わせで、メイベルが全体にオートハープの演奏で貢献したアルバム "Songs of the Famous Carter Family" が制作された。1960年代にメイベルは通信販売チェーンを通じてオートハープとともに売られるインストゥルメンタル・レコードの録音を手伝った。カーターは楽器のデモンストレーションと少量のセリフを提供している。

## 歌唱
マザー・メイベル・カーターは、歌声をオリジナル・カーター・ファミリーや、その後のグループである（後のカーター・ファミリーとして知られる）カーター・シスターズ・アンド・マザー・メイベルやその他の組み合わせのファミリー・グループで作った数多くのレコードに加えている。また、自身が歌い、楽器演奏もした多くのソロ・レコードも製作した。さらに、幾人かのアーティストと、歌手およびミュージシャンとしてコラボレーションしている。

### オリジナル・カーター・ファミリー
「オリジナル・カーター・ファミリー」という呼び方は、実はオリジナルのグループが解散する数年前にメキシコ国境のラジオ局で番組を持っていた時期に使われていた。どうやら、ほかのグループが「カーター・ファミリー」という名称を使用していたので、自分たちのトリオとの区別を明確にするために「オリジナル」を付け加えていた。その後、「オリジナル・カーター・ファミリー」という名称はオリジナルのトリオと、グループの後の形態、特にメイベルと娘たちによるものとを区別するのに役立った。メイベル・カーターはオリジナル・カーター・ファミリーと1926年ごろからグループが公式に解散した1943年ごろまで協力して、個人的な出演やラジオ番組への出演および商業レコーディングを行っていた。グループは一回目のジミー・ロジャース・メモリアル・フェスティバルのために1953年5月に再結成した。プログラムの持ち時間に、A.P.カーターのM.C.で2曲を歌った。この演奏は家庭用の映画カメラで記録されていたが、フィルムが保管中に劣化してしまった。しかし、音声記録は残っている。メイベルは一家が1927年に録音した最初の6曲のうち、2曲か3曲でハーモニーを歌っている。彼女のボーカルは、はじめは目立たないものだったが、次第に重要な役割を果たすようになった。トリオ全員でハーモニーを奏でることも日常的になった。メイベルとサラ・カーターは、しばしばA.P.とデュエットで歌った。
二人は1937年に普通とは異なるコール・アンド・レスポンスのボーカルアレンジで二人の声を対等に扱った "Hello Stranger" のデュエットを録音した。メイベルは、グループの1940年の "I'll Never Forsake You" のレコーディングで、すべてのヴァースの歌いだしのフレーズを歌った。グループの最後の商業レコーディングセッションでは、メイベルの声が "Why Do You Cry Little Darling"、"You Tied a Love Knot in My Heart"、"You're Gonna be Sorry You let Me Down" と言った曲ではサラの声に対してわずかに支配的だった。ラジオ番組では、メイベルがリード・パートを歌うことは滅多になかったが、ときどきソロで演奏したり歌ったりしていた。1960年代の半ばから1970年代の前半にかけて、メイベルとサラは定期的に再会し、個人的な出演やテレビの仕事をしていた。二人はこの時期にもコロムビアのアルバムを録音していた。

### カーター・シスターズ・アンド・マザー・メイベル
1960年にA.P.カーターが死去してからは、それ以前は「カーター・シスターズ・アンド・マザー・メイベル」と知られていたグループは正式なバンド名を「カーター・ファミリー」とした。メイベル・カーターは1930年代後半ないし1940年代前半から1978年に死去するまで、主に三人の娘とともにこのグループで演奏していたが、他のさまざまなグループ構成でも演奏していた。グループはツアーし、数多くのラジオ番組とテレビ番組に出演し、何枚ものレコードを制作した。カーター・シスターズ・アンド・マザー・メイベルとして、グループは最初の商業レコードをRCAビクターで1949年に録音した。平均よりは売り上げはよかったが、その当時はメジャー・ヒットは生み出さなかった。いくつかの曲はファンの間でお気に入りとして長い期間を生き延び、時間の経過とともに大きな影響を与えてきた。これらのレコードは、新しい45回転シングルのフォーマットで最初に発売されたレコードの一つだった。
メイベルはRCAでレコーディングした"My Darling's Home at Last"、"Why do You Weep Dear Willow"、"Walk a Little Closer"、"Don't Wait"、 and "I've Got a Home up in Glory"といった何曲もでリード・パートを歌った。メイベルがフィーチャーされたこの時代のより人気のあるレコードは "Someone's Last Day" だった。ラジオの書き起こしでは司会者は「彼女は他の誰よりも多くのリクエストを受けている」と述べている。カーター・シスターズが書き、歌い、そしてグループの最初のRCAでの78回転レコードとして録音した別の非常に人気のある曲は “The Kneeling Drunkards Plea” だった。KWTOの書き起こしでは司会者はこの曲を「さて、皆さんはカードや手紙などの郵便物でで私たちにとてもよくしてくれました。友達、そして非常に多くの友達がアニタに次の曲をやってくれるように頼んだのでいますぐそれに応えます、 “The Kneeling Drunkards Plea” 」と紹介している。この曲はアニタがリード・パートを歌い、コーラス・パートでは三姉妹が美しい姉妹のハーモニーを歌うことで、彼女たちの「パーソナル」でファンのお気に入りだった。1950年代の前半までにグループはコロムビア・レーベルに移籍した。この時代、メイベルが1つの曲のヴァースを歌い、娘たちがほかの曲を歌うことが頻繁にあった。この時代の最も人気のあるレコードは片面が "Fair and Tender Ladies" で、もう片面が "Foggy Mountain Top" を収録したシングルだった。
1960年代前半にメイベルと娘たちのグループ（この時にはシンプルに「カーター・ファミリー」と呼ばれていた）はリバティー・レーベルに移籍し、1枚のアルバムと、少なくとも1枚のシングルを作った。その後すぐにグループはコロムビアに戻り、メイベルの生涯を通じて契約を維持した。グループの大成功を収めたレコードがコロムビアからリリースされた。この間にボーカルのソリストとしてのメイベルの役割は減少したが、これらのレコードで多くのハーモニーを歌い、定期的に曲全体か、曲の中のヴァースを歌っていた。レイとしてはグループのアルバム The Country Albmu 収録の "Homestead on the Farm"やコンピレーションアルバム Three Generations 収録の "Picture on the Wall"、Keep on the Sunny Side 収録の「永遠の絆」の特に永続的な演奏などがある。

### ソロとして
メイベルを筆頭にフィーチャーした最初の商業録音はブライヤー・レーベルからのアルバム "Mother Maybelee Carter" だった。1959年に録音されたが、2年後まで発売されなかった。メイベルは娘のヘレンとアニタにバッキング・ボーカルとして手助けを求めた。グループのメンバーはさまざまなソロ録音で他の家族をしばしば活用していた。このアルバムから数枚のシングルがリリースされた。その後、このアルバムを少し編集したバージョンがカップ・レーベル(Kapp)から "Queen of the Autoharp" のタイトルで後にリリースされた。この取引はより確実な配給を提供した。メイベルは "Sweeter than the Flowers" や "My Native Home" などのいくつかの興味深いセレクションで歌った。誰かが何曲かでリバーブをかけたエレキギターでのカーター・スクラッチを加えることを思い付いた。この奇妙なエフェクトはある種の「カーター・ファミリー・ビーチ・ミュージック」サウンドといったものだった。メイベルはその他のボーカル・パフォーマンスと、何曲かの興味深いインストゥルメンタルでアルバムを満たした。
1960年代初頭から中盤にかけて、メイベル・カーターのソロ作品はマーキュリー・レコードで録音され、傘下のレーベルであるスマッシュ・アンド・カンバーランドからリリースされた。アルバム3枚と、アルバム未収録の1枚のシングルがある。これらのレコーディングの代表的なソロ・ボーカルとしては  "Faded Coat of Blue"、"Flowers Blooming in the Wildwood"、"Nobody's Darling on Earth" などがある。シングル盤 "Strumming My Guitaro" ではメイベルのギタローという新しいオートハープ風の楽器演奏がフィーチャーされている。最後に、アルバムからカットされた "Foggy Mountain Top" は、メイベルが自身のバンジョー伴奏で歌った唯一の商業録音であることで際立っている。
1960年代後半までに、メイベル・カーターと家族全員がコロムビアと再契約していた。その後すぐにレーベルはメイベルのもう一枚のソロ・アルバム "Living Legend" をリリースした。このアルバムからのボーカルの例としては "Give Me Your Love and I'll Give You Mine"、"We All Miss You Joe"、"A Letter from Home" などがある。アルバムからの1枚のシングル "I Told them What You were Fighting For" はチャートで多少ヒットした。上述のインストゥルメンタルの2枚組アルバムもリリースされた。

### 他のアーティストとのコラボレーション
カーター・ファミリーの一員としても、ソロ・ミュージシャンとしても、メイベルは他のアーティストのレコーディングのゲストとして歌ったり演奏したりした。何度もクレジットされないことがあった。この方面で最も商業的に成功した事例は、1970年代初頭のニッティー・グリッティー・ダート・バンドのアルバム『永遠の絆』でのコラボレーションである。メイベルはセッションの合間の会話を提供している。また、「キープ・オン・ザ・サニー・サイド」と「今宵、君に泣く」ではリード・ボーカルとギター演奏を、「ワイルドウッド・フラワー」ではリード・ボーカルとオートハープの演奏を提供している。アルバムタイトル曲では曲を通して演奏し、第1ヴァースで歌っている。このアルバムでのパフォーマンスでグラミー賞にノミネートされ、自身唯一となるゴールドディスク認定を受けた。アルバムは商業的に成功をおさめ、カントリーチャートでは最高4位となり、ポップチャートでも目を見張るものがあった。最終的にプラチナ認定された。メイベルとジョニー・キャッシュは1973年にトップ40入りのヒットをリリースした。"Pick the Wildwood Flower" ではメイベルのギター演奏と短いダイアログがフィーチャーされている。シングルのB面の "Diamonds in the Rough" はメイベルのギター伴奏でのボーカルデュエットである。

## 「歌の鍛冶」
メイベル・カーターは長年のキャリアを通して数多くの曲を作り、共同執筆し、編曲および収集したことで知られている。カーターが歌のカタログを収集したプロセスを理解するのには彼女の義理の兄でもあるオリジナル・カーター・ファミリーのバンドリーダー（A.P.カーター）がどのように収集したのかを見返すのが役立つかもしれない。多くの学者、家族、音楽産業関係者はA.P.カーターが連続的なあらゆる段階で作詞作曲や楽曲収集を行っていたことを文書化している。この連続体の一端では、明らかに他人が書いたものであっても自分が集めた曲の著作権登録を行っていた。スペクトラムの反対側では、A.P.カーターは完全にオリジナルな曲の全体を書き、著作権を所有していた。特定の曲について詳細を求められると、A.P.はその曲の起源について知っていることをすべて率直かつ自由に伝える。すべての事柄はメイベル・カーターが自身の「歌の鍛冶」作業において、A.P.カーターのパターンを踏襲したことを示している。メイベルがセッションの前に録音用に曲をアレンジする役割をしばしばになっていたことも注目に値する。
インタビューの中でメイベルは、オリジナル・カーター・ファミリーのカタログに関しては、ほとんどの曲がA.P.カーターによって書かれたか収集されたと述べている。自身とサラ・カーターがいくつかのタイトルでA.P.に協力したが、通常はレコードのラベルや著作権申請書にはクレジットされていなとも付け加えた。その一例が、A.P.カーターの功績が広く認められているカーター・ファミリーの名曲 "You Are My Flower" である。サラ・カーターが同席したインタビューの中で、メイベルは自身とサラが "The Grass is Just as Green" と題されて印刷された言葉だか詩を見つけ、 "You Are My Flower" の歌詞が生まれたと主張した。彼女は二人が印刷された単語のシートを使ってその曲の歌詞を「拾い上げて、まとめ上げた」と述べている。次に、メイベルは、自分が菓子に合わせてオリジナルの曲を書いたと主張している。近年、カーター・ファミリーの曲の中にはメンバー3人がクレジットされているものがあると言うのは、興味深い傾向である。
明らかに"Wildwood Flower" の作者としてメイベルがクレジットされていることを見たことのあるインタビュワーがこの曲についてメイベルに「"Wildwood Flower" を書きましたか？」と質問し、メイベルは「いいえ、書いていません。私の祖母が "Wildwood Flower" を歌っていました」と答えた。メイベルはためらい、そのあとで「そう、いくつかの言葉は書いたかもしれない」と付け加えた。別の曲について質問したインタビュワーは「私がそれ（歌詞と曲）を書きました。それは私のものです……一から私が作りました……歌詞もそのほか全部も」といった回答を得た。メイベル自身の曲作りについての自己評価は、作詞ではなく作曲に強みがあるというものだった。カーター・シスターズ・アンド・マザー・メイベルの初期、カーターはアーサー・Q・スミスやルビー・ムーディなどの作詞家から歌詞を買い、それに合わせて曲を作って自身の名前で著作権登録するという、当時の一般的な慣習に従っていた。
メイベル・カーターの「歌の鍛冶」のカタログ曲の例としては "Fair and Tender Ladies"、"Kneeling Drunkard's Plea"、"I've Got a Home up in Glory"、"Just You and I"、"Troublesome Waters"、"Letter from Home" など数十曲が挙げられる。近年、メイベル・カーターのタイトルの一つである "In the Highways" が映画『オー・ブラザー!』の数百万枚の売り上げをほこるサウンドトラックに登場し、これとは別に "Jukebox Blues" （娘のヘレン・カーターとの共作）が映画『ウォーク・ザ・ライン/君につづく道』で使用された。

## 受賞と認定
1954年に公の場で、A.P.カーターはオリジナル・カーター・ファミリーのレコードがおよそ一千万枚を売り上げたと述べた。この成功にもかかわらず、生涯にわたってメイベル・カーターは具体的な称賛をほとんど受けることはなかった。それどころか、自身のアルバムジャケットで、自分の名前がスペルミスされることに耐える羽目になった。たとえば Maybell、May-Bell、Mabel などの間違いである。組織化された音楽団体から初めて主要な賞を受けたのは1966年だった。彼女が別のアーティストに賞を手渡すという架空の話でスピーカーの表彰台に誘い出された。メイベルは、彼女が受賞したミュージック・シティ・ニューズ賞が、39年間を音楽業界で過ごして、初めての受賞であることを説明し、大泣きした。このトロフィーには「カントリー・ミュージックの母親」と書かれている。
メイベル・カーターは、オリジナル・カーター・ファミリーとともに、1970年にカントリー・ミュージックの殿堂入りを果たした。メイベル・カーターとバンド仲間のサラ・カーターはともに、女性として初めて同時に殿堂入りを果たした。
メイベル・カーターはアルバム『永遠の絆』で1972年の第15回グラミー賞の最優秀カントリー・パフォーマンス賞ヴォーカル入りデュオまたはグループ部門にノミネートされた。
カーター・ファミリー（メイベル、ヘレン、ジューン、アニタ）はアメリカン・ミュージック・アウォードから1973年に "Favorite Country Group" のトロフィーを受け取った。翌年にメイベルはナッシュビルで行われたファン・フェアで国際ファンクラブ組織から第一回テックス・リッター賞で単独で表彰された。
スミソニアン学術協会はメイベル、娘のヘレン、孫のディヴィッド・カーター・ジョーンズを1975年に記録した。

## 遺産

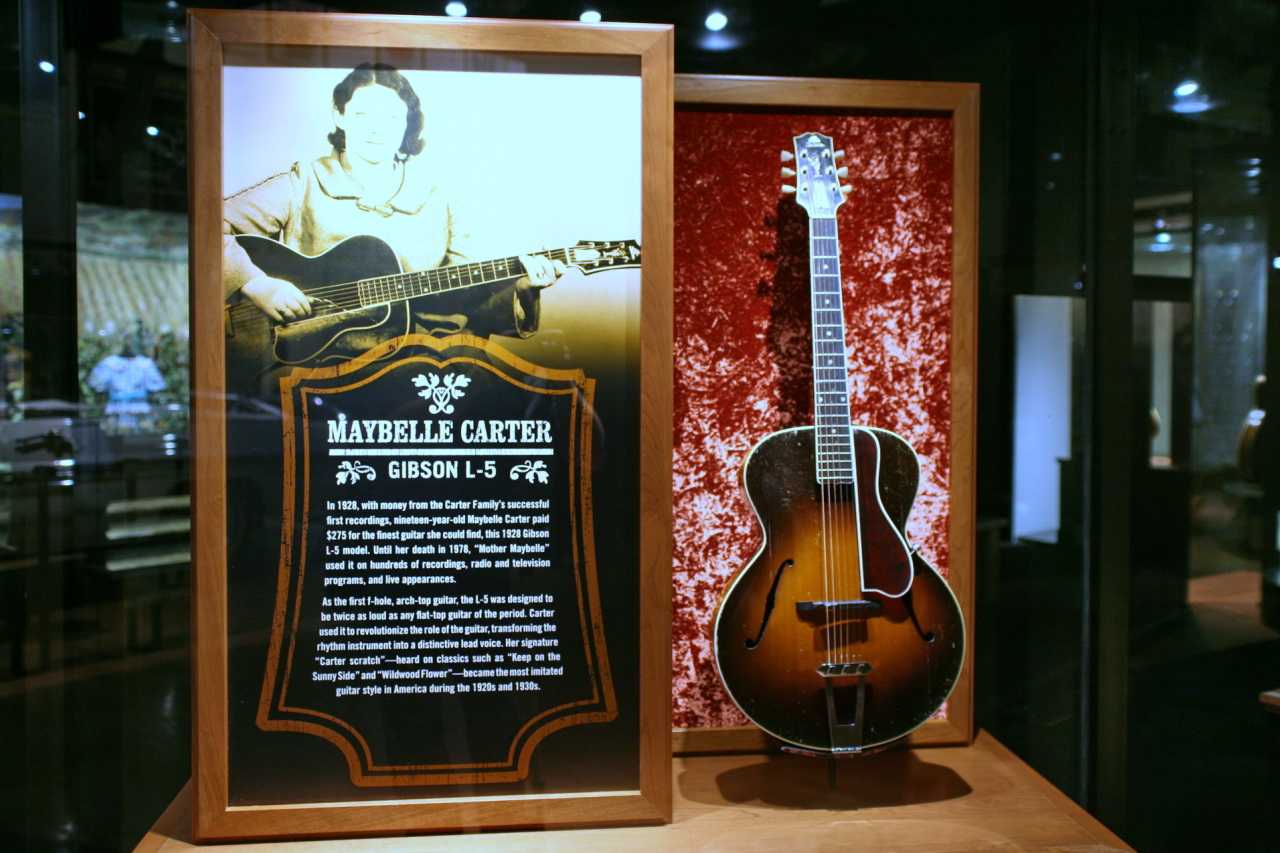
カーターのギブソン製ギター、カントリー・ミュージック栄誉の殿堂でカーターの写真と共に

メイベル・カーターは1970年にオリジナル・カーター・ファミリーの一員としてカントリー・ミュージック殿堂入りした。
1979年にメイベル・カーターの死後にCBSネットワークは "The Unbroken Circle: A Tribute to Maybelle Carter" と題した特別番組を放送した。翌年にメイベルと娘たちはミュージック・シティ・ニューズ・カバー・アウォード・ショウから "Gospel Act of the Year" を送られた。メイベルは1986年にフレッツ・マガジンアコースティック・パイオニア賞を授与した。
1992年までにカーターはオートハープ栄誉の殿堂入りしていた。
1993年、カーター・ファミリーを讃える米国郵便切手に彼女の姿が描かれた。2002年にメイベルは「CMTの40人のカントリー・ミュージックの偉大な女性たち」のNo.8 に列せられた。2005年、メイベルはジョニー・キャッシュの伝記映画『ウォーク・ザ・ライン/君につづく道』の中でサンドラ・エリス・ラファティによって演じられた。女優のフランセス・コンロイが2013年のテレビ映画 "Ring of Fire" で彼女を演じた Carter has also been depicted in musicals such as "Keep on the Sunny Side and "Wildwood Flowers: The June Carter Story" by actresses and singers such as Joy Lynn White, Gina Stewart and Teresa Williams 。
メイベルは孫娘のカーリーン・カーターの1990年の曲 "Me and the Wildwood Rose" の主題だった。彼女の死はジョニー・キャッシュの曲 "Tears in the Holston River" の主題となった。メイベル・カーターについての数多くのトリビュート・ソングが書かれ、レコーディングされた。
メイベルを含むオリジナル・カーター・ファミリーは国際ブルーグラス協会栄誉の殿堂に2001年に列せられ、2005年にグラミー賞生涯功労賞を受賞した。
2007年にカーターは音楽キャリアによってバージニア図書館の「歴史上のバージニア女性」として表彰された
。
2010年、ナッシュビルのリプスコム大学はコリンズ同窓会講堂の舞台をメイベルにちなんで名付けた。
A.P.とサラの家、A.P.カーターの生家、A.P.カーターの店、メイベルとエズラ・カーターの家およびマウント・ヴァーノン・メソジスト教会はアメリカ合衆国国家歴史登録財にカーター・ファミリーのテーマ別構成要素として登録された。

## 部分的なディスコグラフィー

### シングル
| 年   | タイトル                                                          | 最高順位 | レーベルおよびアルバム                          |
| ---- | ----------------------------------------------------------------- | -------- | ----------------------------------------------- |
| 1960 | Gold Watch & Chain (b/w Liberty Dance)                            | _        | Top Rank (Mother Maybelle Carter: Briar 101)    |
| 1961 | Wildwood Flower (b/w Liberty Dance)                               | _        | Briar (Mother Maybelle Carter: Briar 101)       |
| 1963 | Suns Gonna Shine in My Backdoor Someday (b/w Bells of St. Mary's) | _        | Briar (Mother Maybelle Carter: Briar 101)       |
| 1964 | Strumming My Guitaro (b/w Sail Away Ladies)                       | _        | Smash; non-album single                         |
| 1966 | I Told Them What You're Fighting For (b/w San Antonio Rose)       | 97       | Columbia (A Living Legend)                      |
| 1974 | Picture on the Wall (b/w Sweet Memories by Anita Carter)          | _        | Columbia (The Carter Family: Three Generations) |

### アルバム
| 年       | アルバム                                                      | 全米カントリー | レーベル                    | 備考 |
| -------- | ------------------------------------------------------------- | -------------- | --------------------------- | --- |
| 1961     | Mother Maybelle Carter                                        | _              | Briar                       | Edited and issued by Kapp (1962) as Queen of the Autoharp                                                                                          |
| 1962     | Mother Maybelle Carter & her Autoharp Plays Famous Folk Songs | _              | Smash                       | with Stephen Scott Singers |
| 1963     | Pickin' & Singin'                                             | _              | Smash                       | |
| 1965     | Mother Maybelle Carter Sings Carter Family Favorites          | _              | Cumberland                  | subsidiary label of Mercury Records |
| 1966     | A Living Legend                                               | _              | Columbia                    | |
| 1966     | An Historic Reunion                                           | _              | Columbia                    | with Sara Carter |
| 1973     | Mother Maybelle Carter                                        | 44             | Columbia                    | double record album (a third album of interviews was simultaneously issued to radio stations)                                                      |
| 1960s ?? | Mother Maybelle Carter and Dixie Darling                      | _              | Ambassador and Mountain Dew | These two albums, varying only slightly in song selections, are both reissues of Mercury material previously released on Smash & Cumberland labels |
| 1976     | Mother Maybelle Carter                                        | _              | Pickwick/Hilltop            | Reissue of Mercury/Smash/Cumberland material from previous albums                                                                                  |
| 1997     | Wildwood Pickin'                                              | _              | Vanguard                    | Contains material from live concert appearances and workshops at Newport Folk Festivals                                                            |

### ゲスト出演シングル
| 年   | タイトル、レーベル、アーティスト                                                      | 最高順位 | 備考                                                                      |
| ---- | ------------------------------------------------------------------------------------- | -------- | ------------------------------------------------------------------------- |
| 1936 | Why There's a Tear in my Eye (Bluebird) Jimmy Rodgers & Sara Carter (recorded 1931)   |          | plays guitar; uncredited                                                  |
| 1937 | Wonderful City (Bluebird) Jimmy Rodgers & Sara Carter (recorded 1931)                 |          | plays guitar; uncredited                                                  |
| 1956 | Go Away with Me (Decca) Wilburn Brothers                                              | 6        | plays autoharp; uncredited                                                |
| 1957 | Nothing at All (Decca) Wilburn Brothers                                               | _        | plays autoharp; uncredited; later issued on compilation album             |
| 1962 | T For Texas (Monument) Grandpa Jones                                                  | 5        | plays autoharp; vocalist; with Helen Carter guitar & vocals; uncredited   |
| 1973 | Pick the Wildwood Flower (b/w Diamonds in the Rough) Johnny Cash with Maybelle Carter | 34       | plays guitar with dialogue on A side; plays guitar & vocal duet on B side |

### ゲスト出演アルバム
| 年   | アルバムタイトル、メインアーティスト                                                        | 最高順位           | レーベル       | Notes |
| ---- | ------------------------------------------------------------------------------------------- | ------------------ | -------------- | --- |
| 1956 | Softly and Tenderly (Carl Smith with the Carter Sisters & Mother Maybelle)                  | _                  | Columbia       | |
| 1957 | Sunday Down South (Carl Smith)                                                              | _                  | Columbia       | Credited as session musician; plays autoharp                                                                                            |
| 1961 | Songs of the Famous Carter Family (Flatt & Scruggs)                                         | _                  | Columbia       | Credited as "Featuring Mother Maybelle Carter"; plays autoharp on all songs; guitar on one song                                         |
| 1962 | Carefree Moments (Wilburn Brothers)                                                         | _                  | Vocalion       | Musician (autoharp) on one song |
| 1963 | Ring of fire: Best of Johnny Cash (Johnny Cash)                                             | 1                  | Columbia       | Musician (autoharp); Carter Family vocals; Gold certification                                                                           |
| 1963 | Christmas Spirit (Johnny Cash)                                                              | 7 (holiday albums) | Columbia       | Musician (autoharp) |
| 1963 | Blood, Sweat & Tears (Johnny Cash)                                                          | 13                 | Columbia       | Musician (autoharp); Carter Family vocals                                                                                               |
| 1963 | Yodeling Hits (Grandpa Jones)                                                               | _                  | Monument       | Musician (autoharp); Helen Carter guitar & vocals by both                                                                               |
| 1964 | Old Time Music at Newport (Recorded Live at the Newport Folk Festival 1963) Various Artists | _                  | Vanguard       | Sings & Plays "Storms are on the Ocean"                                                                                                 |
| 1964 | I Walk the Line (Johnny Cash)                                                               | 1                  | Columbia       | Carter Family vocals; Gold certification                                                                                                |
| 1964 | Bitter Tears (Johnny Cash)                                                                  | 2                  | Columbia       | Carter Family vocals |
| 1964 | Ballads of the True West (Johnny Cash)                                                      | 1                  | Columbia       | Musician (autoharp); Carter Family vocals                                                                                               |
| 1966 | Everybody Loves a Nut (Johnny Cash)                                                         | 5                  | Columbia       | Carter Family vocals |
| 1966 | Happiness is You (Johnny Cash)                                                              | 10                 | Columbia       | Musician (autoharp); Carter Family vocals                                                                                               |
| 1970 | Hello I'm Johnny Cash (Johnny Cash)                                                         | 1                  | Columbia       | Carter Family vocals; Gold certification                                                                                                |
| 1970 | On the Road (Johnny Horton)                                                                 | -                  | Columbia       | Carter Family added vocals on some tracks                                                                                               |
| 1972 | Thing Called Love (Johnny Cash)                                                             | 2                  | Columbia       | Carter Family vocals |
| 1972 | Will the Circle be Unbroken (Nitty Gritty Dirt Band and others)                             | 4                  | United Artists | Credited as "Featuring Mother Maybelle Carter...." (other artists listed); Sings & Plays on four titles; Gold & Platinum certifications |
| 1972 | Any Old Way the Wind Blows (Johnny Cash)                                                    | 5                  | Columbia       | Carter Family vocals |
| 1972 | Land of Many Churches (Merle Haggard)                                                       | 15                 | Capitol        | Carter Family vocals |
| 1974 | Junkie & the Juicehead Minus Me (Johnny Cash)                                               | 48                 | Columbia       | Carter Family vocals |
| 1975 | Country Boots (Boots Randolph)                                                              | 30                 | Monument       | Musician (autoharp); Helen Carter guitar & vocals by both (with Anita Carter) on two songs                                              |
| 1977 | Last Gunfighter Ballad (Johnny Cash)                                                        | 29                 | Columbia       | Carter Family vocals |

## 引用元
- Wolfe, Charles. (1998). "Carter Family". In The Encyclopedia of Country Music. Paul Kingsbury, Editor. New York: Oxford University Press. pp. 84–85.
- Zwonitzer, Mark with Charles Hirshberg. (2002). Will You Miss Me When I'm Gone?: The Carter Family and Their Legacy in American Music. New York: Simon & Schuster.